# Олена Бранкович
Олена (Марія) Бранкович (сербохорв. Jelena (Mara) Branković, Јелена (Мара) Бранковић; прибл. 1447 — прибл. 1500) — остання королева Боснії та правителькою Сербії. Була старшою дочкою деспота Сербії Лазаря Бранковича. 1459 році, у 12-річному віці Гелену було видано заміж за боснійського принца Стефана Томашевича. Після прийняття католицтва вона взяла ім'я Марія, а її чоловік через неї отримав титул деспота Сербії. Після захоплення країни османами, пара втекла до Боснії. У 1461 році чоловік Марії зійшов на боснійський престол, але через два роки під навалою Османської імперії королівство також впало і він був страчений. Овдовіла королева уникла полону, втікши на адріатичне узбережжя. Провівши кілька років у венеційській Далмації та, можливо, в Угорщині, Марія врешті оселилася в Османській Греції при дворі своїх тіток Мари та Катарини Бранкович, де вона провела своє життя в серії конфліктів і судових суперечок з Катариною, Республікою Рагуза та Афонськими монастирями.

## Юність
Марія була старшою з трьох дітей, народжених Лазарем Бранковичем, сином сербського деспота Джураджа Бранковича. Її матір'ю була дружина Лазаря, Єлена Палеологіна. Народившись, ймовірно, в 1447 році, Марію охрестили Оленою. За нею пішли дві сестри: Міліка та Ірен.
Лазар змінив свого батька на посаді деспота 24 грудня 1456 року, але його правління було перервано його смертю 28 січня 1458 року. Деспотиса Єлена та брат Лазаря Стефан захопили владу та почали переговори про шлюб між її старшою дочкою та Стефаном Томашевичем, старшим сином короля Боснії Томаша. Намір полягав у консолідації союзу проти загрози розширення Османської імперії, яка вже скоротила Сербську деспотію до смуги землі, якою керували зі Смедеревської фортеці. Стефан Томашевич прибув до Смедерево під час Страсного тижня 1459 року, зайнявши фортецю та уряд 21 березня. Весілля відзначалося 1 квітня, у першу неділю після Великодня. Незабаром після цього наречена приєдналася до католицької церкви і прийняла ім'я Марія.

## Шлюб

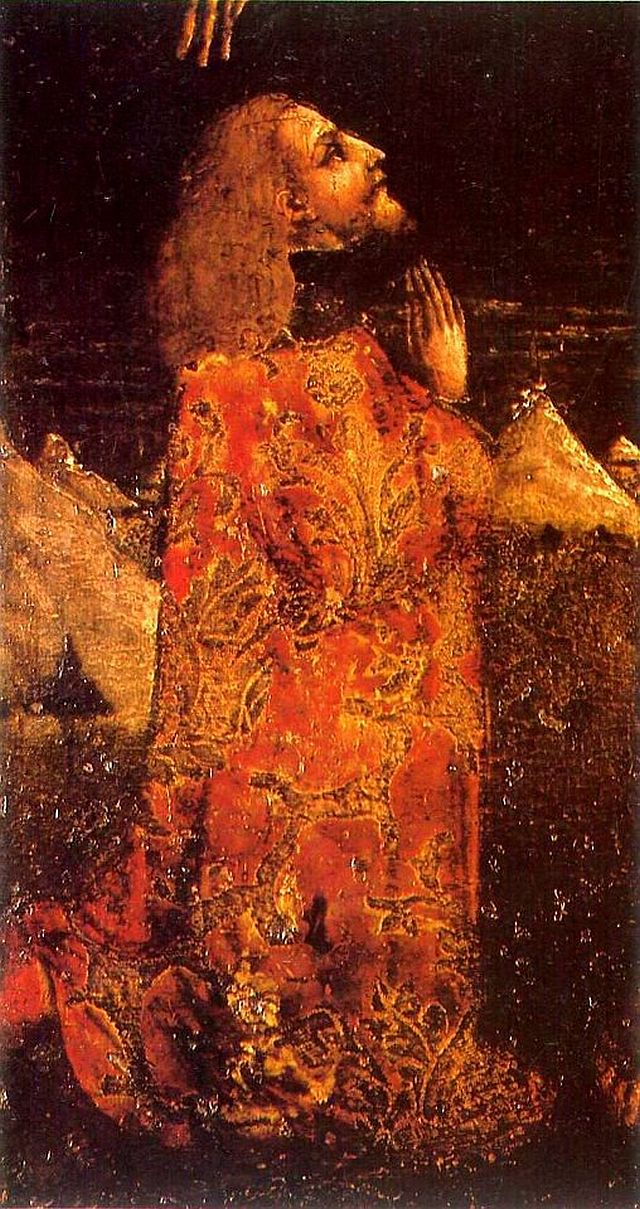
Король Стефан, чоловік Марії

Правління Стефана Томашевича в Сербії було недовгим. Османський султан Мехмед Завойовник вважав цю домовленість порушенням своїх прав як правителя Сербії. 20 червня 1459 року османські війська без боротьби захопили Смедерево і продовжили приєднання залишків Сербської держави до свого королівства. Стефан і Марія втекли до Боснії, шукаючи притулку при дворі свого батька в Яйце. Марія несла з собою мощі святого євангеліста Луки, її дорогоцінну сімейну реліквію. Після смерті короля Томаша влітку 1461 року, чоловік Марії став королем Боснії. Марія стала новою королевою-консортом, а її мачуха Катерина, можливо, пішла з двору як королева-вдова.
Правління Марії також тривало недовго; у 1462 році її чоловік прийняв фатальне рішення відмовитися платити данину османам. Ті почали готувати напад, який поклав кінець незалежному Королівству Боснія. Після османського вторгнення в травні 1463 року королівська сім'я, схоже, вирішила розділитися та втекти до сусідніх Хорватії та Далмації в різних напрямках, щоб заплутати та ввести в оману нападників. Король Стефан, який відправив Марію до Далмації разом з мощами святого Луки, був схоплений і страчений. Дві королеви, Марія та Катерина, були єдиними членами королівської родини, які врятувалися від загарбників, і обидві зрештою досягли територій Республіки Рагуза. Літописець XVI століття Мавро Орбіні писав, що королева Марія була захоплена баном Хорватії Паваом Шпіранчичем під час її подорожі до узбережжя, але це малоймовірно, оскільки сам Павао приблизно в той час перебував у турецькому полоні.

## Роки поневірянь
Марія, поспішаючи не потрапити в руки османів, втратила мощі святого Луки. Боснійські францисканські ченці забрали їх і попрямували до Рагузи, але були перехоплені в Поліце Іванішом Влатковічем, місцевим шляхтичем і другом королеви, який відмовився пропустити їх без її дозволу. Це викликало гнів Рагузи, яка вимагала від Іваніша віддати їм мощі. 9 липня влада республіки видала указ, що дозволяв королеві сховатися на одному з їхніх островів. В указі також згадувалося важливе питання, яке Рагузани хотіли обговорити з нею, швидше за все, продаж реліквій. Венеційська республіка також виявила інтерес до реліквій Марії, але в серпні вона була серйозно ображена, коли венеційська влада скупо спробувала поставити під сумнів автентичність реліквій. Врешті-решт венеційцям вдалося укласти продаж через її заступника Іваніша Влатковича. Вона пошкодувала про угоду після того, як угорський король Матвій Корвін запропонував їй три-чотири міста в обмін на реліквії, але її спроба повернути їх Іванішу наприкінці серпня провалилася. І Іваніш, і Марія були винагороджені Венецією, і королеві дозволили оселитися в бенедиктинському монастирі Св. Стефана під соснами біля Спалато (сучасний Спліт, Хорватія).
Під час проживання в монастирі королеву Марію відвідували боснійці та угорці, що викликало підозру у венеційської влади. Невдовзі вони доручили уряду Спалато рекомендувати перемістити її до Себеніко (сучасний Шибеник, Хорватія) або на острів через погані умови життя в монастирі, з наміром назавжди видалити її зі своєї території. На відміну від своєї мачухи (і навіть угорського короля), королева Марія 16 років утримувалася від претензій на спадщину боснійських королів під час свого вигнання в Далмації та Рагузі.
Можливо, провівши деякий час в Угорщині після того, як покинула Далмацію, королева Марія оселилася в Османській Греції. Ймовірно, вона приєдналася до своїх тіток по батькові, Мари (шанованої та впливової мачухи Мехмеда) і Катарини, у їхньому маєтку поблизу Серреса. Конфлікт, який спалахнув у 1476 році між Марією та Катариною, призвів до короткого ув'язнення останньої після того, як королева поскаржилася Мехмеду. Усобиці могли змусити королеву переїхати до Константинополя, столиці Османської імперії, де вона користувалася захистом Мехмеда та його наступника Баязида II. Вона витратила роки на «наклеп та інтриги проти своїх найближчих родичів», а також судилась з усіма, з кого могла отримати вигоду.

## Судові позови та шахрайство
У жовтні 1484 року королева Марія звернулася до Блискучої Порти з проханням султану допомогти повернути третину вкладу її діда по батьківській лінії в Рагузі, який, як вона наполягала, не був повернутий її батькові. Баязид написав до Рагузи і послав посланця привезти золото, але рагузани відповіли листом, який доводив, що депозит було повернуто Лазару. Марія, однак, оскаржила автентичність печатки свого батька, і Баязид став на її бік. Невідомо, чи рагузани підкорилися наказу Баязида надіслати золото королеві, але є багато доказів проти її звинувачень у листах її батька та дядька.
Після смерті своїх тіток Мари та Катарини у 1487 та 1490 роках відповідно, Марія успадкувала їхні володіння відповідно до ісламського закону шаріату. Вона негайно пред'явила претензії на ікони, залишені Марою християнському монастирю Велика Лавра на Афоні. Оскільки її стать перешкоджала їй отримати доступ до святої гори, в 1492 році знадобилося втручання Баязида, щоб вона отримала ікони. Невдовзі після цього вона викликала до шаріатського суду ченців монастиря Ксеропотаму, стверджуючи, що один із них вкрав гроші у її тітки Катарини під час її служби, але не змогла довести цього.
У 1495 році Марія втягнулась в ще одну судову суперечку з Рагузою, цього разу щодо данини Стону. Рагуза сплачувала данину сербським правителям з часів правління Стефана Душана, але дохід передавався монастирю Святих Архангелів Михаїла і Гавриїла в Єрусалимі. Її тітка Мара повернула дохід після закриття монастиря, а після її смерті ним керувала Катарина. Марія вирішила претендувати на це як законна спадкоємиця своєї тітки, але афонські монастирі Хіландар і Святого Павла посилалися на неофіційний заповіт її тітки.
Незрозуміло, чому Марія користувалася такою сильною підтримкою султанів у своїх різноманітних конфліктах і відвертих шахрайствах. Пояснення може дати розповідь її родича Теодора Спандуна, який деякий час жив у її тіток і родина якого підтримувала тісні стосунки з династією Бранковичів. Він писав, що королева Марія вийшла заміж за сипаха, від якого не мала дітей, але зайшла настільки далеко, що стверджувала, що вона була захоплена турками в Боснії та змушена вийти заміж, що, очевидно, не відповідає дійсності.
Королева Марія, яку ченці прямо описували як «злу жінку», померла прибл. 1500 р., коли Чіландар і Святий Павло були записані як джерела доходу. Вважається, що вона померла в Чорлу і була похована в місцевій церкві разом зі своїм дядьком по материнській лінії Мануелем Палеологом.

## Родинне дерево
|                 |                 |                 |                 |                 |                 |  |  |                |                |                |                | Джурадж Бранкович | Джурадж Бранкович | Джурадж Бранкович | Джурадж Бранкович | Джурадж Бранкович  | Джурадж Бранкович  |                    |                    | Ірина Кантакузен   | Ірина Кантакузен   | Ірина Кантакузен | Ірина Кантакузен | Ірина Кантакузен | Ірина Кантакузен |                 |                 |                       |                       |                       |                       | Фома Палеолог         | Фома Палеолог         | Фома Палеолог     | Фома Палеолог     | Фома Палеолог     | Фома Палеолог     |  |  | Катерина Закарія | Катерина Закарія | Катерина Закарія | Катерина Закарія | Катерина Закарія | Катерина Закарія |  |  |                  |                  |                  |                  |                  |                  |  |  |                     |                     |                     |                     |                     |                     |  |  |  |  |  |  |  |  |  |  |  |  |  |  |  |  |
|                 |                 |                 |                 |                 |                 |  |  |                |                |                |                | Джурадж Бранкович | Джурадж Бранкович | Джурадж Бранкович | Джурадж Бранкович | Джурадж Бранкович  | Джурадж Бранкович  |                    |                    | Ірина Кантакузен   | Ірина Кантакузен   | Ірина Кантакузен | Ірина Кантакузен | Ірина Кантакузен | Ірина Кантакузен |                 |                 |                       |                       |                       |                       | Фома Палеолог         | Фома Палеолог         | Фома Палеолог     | Фома Палеолог     | Фома Палеолог     | Фома Палеолог     |  |  | Катерина Закарія | Катерина Закарія | Катерина Закарія | Катерина Закарія | Катерина Закарія | Катерина Закарія |  |  |                  |                  |                  |                  |                  |                  |  |  |                     |                     |                     |                     |                     |                     |  |  |  |  |  |  |  |  |  |  |  |  |  |  |  |  |
|                 |                 |                 |                 |                 |                 |  |  |                |                |                |                |                   |                   |                   |                   |                    |                    |                    |                    |                    |                    |                  |                  |                  |                  |                 |                 |                       |                       |                       |                       |                       |                       |                   |                   |                   |                   |  |  |                  |                  |                  |                  |                  |                  |  |  |                  |                  |                  |                  |                  |                  |  |  |                     |                     |                     |                     |                     |                     |  |  |  |  |  |  |  |  |  |  |  |  |  |  |  |  |
|                 |                 |                 |                 |                 |                 |  |  |                |                |                |                |                   |                   |                   |                   |                    |                    |                    |                    |                    |                    |                  |                  |                  |                  |                 |                 |                       |                       |                       |                       |                       |                       |                   |                   |                   |                   |  |  |                  |                  |                  |                  |                  |                  |  |  |                  |                  |                  |                  |                  |                  |  |  |                     |                     |                     |                     |                     |                     |  |  |  |  |  |  |  |  |  |  |  |  |  |  |  |  |
| Мурад II        | Мурад II        | Мурад II        | Мурад II        | Мурад II        | Мурад II        |  |  | Мара Бранкович | Мара Бранкович | Мара Бранкович | Мара Бранкович | Мара Бранкович    | Мара Бранкович    |                   |                   | Катаріна Бранкович | Катаріна Бранкович | Катаріна Бранкович | Катаріна Бранкович | Катаріна Бранкович | Катаріна Бранкович |                  |                  | Лазар Бранкович  | Лазар Бранкович  | Лазар Бранкович | Лазар Бранкович | Лазар Бранкович       | Лазар Бранкович       |                       |                       | Єлена Палеологіна     | Єлена Палеологіна     | Єлена Палеологіна | Єлена Палеологіна | Єлена Палеологіна | Єлена Палеологіна |  |  | Мануїл Палеолог  | Мануїл Палеолог  | Мануїл Палеолог  | Мануїл Палеолог  | Мануїл Палеолог  | Мануїл Палеолог  |  |  | Стефан Томаш     | Стефан Томаш     | Стефан Томаш     | Стефан Томаш     | Стефан Томаш     | Стефан Томаш     |  |  | Катарина Боснійська | Катарина Боснійська | Катарина Боснійська | Катарина Боснійська | Катарина Боснійська | Катарина Боснійська |  |  |  |  |  |  |  |  |  |  |  |  |  |  |  |  |
| Мурад II        | Мурад II        | Мурад II        | Мурад II        | Мурад II        | Мурад II        |  |  | Мара Бранкович | Мара Бранкович | Мара Бранкович | Мара Бранкович | Мара Бранкович    | Мара Бранкович    |                   |                   | Катаріна Бранкович | Катаріна Бранкович | Катаріна Бранкович | Катаріна Бранкович | Катаріна Бранкович | Катаріна Бранкович |                  |                  | Лазар Бранкович  | Лазар Бранкович  | Лазар Бранкович | Лазар Бранкович | Лазар Бранкович       | Лазар Бранкович       |                       |                       | Єлена Палеологіна     | Єлена Палеологіна     | Єлена Палеологіна | Єлена Палеологіна | Єлена Палеологіна | Єлена Палеологіна |  |  | Мануїл Палеолог  | Мануїл Палеолог  | Мануїл Палеолог  | Мануїл Палеолог  | Мануїл Палеолог  | Мануїл Палеолог  |  |  | Стефан Томаш     | Стефан Томаш     | Стефан Томаш     | Стефан Томаш     | Стефан Томаш     | Стефан Томаш     |  |  | Катарина Боснійська | Катарина Боснійська | Катарина Боснійська | Катарина Боснійська | Катарина Боснійська | Катарина Боснійська |  |  |  |  |  |  |  |  |  |  |  |  |  |  |  |  |
|                 |                 |                 |                 |                 |                 |  |  |                |                |                |                |                   |                   |                   |                   |                    |                    |                    |                    |                    |                    |                  |                  |                  |                  |                 |                 |                       |                       |                       |                       |                       |                       |                   |                   |                   |                   |  |  |                  |                  |                  |                  |                  |                  |  |  |                  |                  |                  |                  |                  |                  |  |  |                     |                     |                     |                     |                     |                     |  |  |  |  |  |  |  |  |  |  |  |  |  |  |  |  |
| Мехмед II Фатіх | Мехмед II Фатіх | Мехмед II Фатіх | Мехмед II Фатіх | Мехмед II Фатіх | Мехмед II Фатіх |  |  |                |                |                |                |                   |                   |                   |                   |                    |                    |                    |                    |                    |                    |                  |                  |                  |                  |                 |                 | Олена/Марія Бранкович | Олена/Марія Бранкович | Олена/Марія Бранкович | Олена/Марія Бранкович | Олена/Марія Бранкович | Олена/Марія Бранкович |                   |                   |                   |                   |  |  |                  |                  |                  |                  |                  |                  |  |  | Стефан Томашевич | Стефан Томашевич | Стефан Томашевич | Стефан Томашевич | Стефан Томашевич | Стефан Томашевич |  |  |                     |                     |                     |                     |                     |                     |  |  |  |  |  |  |  |  |  |  |  |  |  |  |  |  |
| Мехмед II Фатіх | Мехмед II Фатіх | Мехмед II Фатіх | Мехмед II Фатіх | Мехмед II Фатіх | Мехмед II Фатіх |  |  |                |                |                |                |                   |                   |                   |                   |                    |                    |                    |                    |                    |                    |                  |                  |                  |                  |                 |                 | Олена/Марія Бранкович | Олена/Марія Бранкович | Олена/Марія Бранкович | Олена/Марія Бранкович | Олена/Марія Бранкович | Олена/Марія Бранкович |                   |                   |                   |                   |  |  |                  |                  |                  |                  |                  |                  |  |  | Стефан Томашевич | Стефан Томашевич | Стефан Томашевич | Стефан Томашевич | Стефан Томашевич | Стефан Томашевич |  |  |                     |                     |                     |                     |                     |                     |  |  |  |  |  |  |  |  |  |  |  |  |  |  |  |  |
|                 |                 |                 |                 |                 |                 |  |  |                |                |                |                |                   |                   |                   |                   |                    |                    |                    |                    |                    |                    |                  |                  |                  |                  |                 |                 |                       |                       |                       |                       |                       |                       |                   |                   |                   |                   |  |  |                  |                  |                  |                  |                  |                  |  |  |                  |                  |                  |                  |                  |                  |  |  |                     |                     |                     |                     |                     |                     |  |  |  |  |  |  |  |  |  |  |  |  |  |  |  |  |
| Баязид II       |                 |                 |                 |                 |                 |  |  |                |                |                |                |                   |                   |                   |                   |                    |                    |                    |                    |                    |                    |                  |                  |                  |                  |                 |                 |                       |                       |                       |                       |                       |                       |                   |                   |                   |                   |  |  |                  |                  |                  |                  |                  |                  |  |  |                  |                  |                  |                  |                  |                  |  |  |                     |                     |                     |                     |                     |                     |  |  |  |  |  |  |  |  |  |  |  |  |  |  |  |  |